# GNOME Calculadora
GNOME Calculadora es la calculadora del entorno de escritorio GNOME. Posee actualmente cinco «modos» o configuraciones de la interfaz: «básico», «avanzado», «financiero», «programador» y «del teclado», que activan o desactivan diversas funciones de la calculadora.
Es la sucesora de GCalctool.